# Dassault Mystère IV
Dassault MD.454 Mystère IV byl francouzský stíhací-bombardovací letoun a také první transonický letoun, který vstoupil do služby u francouzského letectva.
Až do počátku 60. let byl hlavním stíhacím letounem francouzských vzdušných sil, dokud nebyl nahrazen stíhačkou Mirage IIIC. Až do roku 1975 zůstal ve službě jako bitevní letoun určený k útokům na pozemní cíle. V této roli ho nahradil dvoumotorový nadzvukový SEPECAT Jaguar. Francouzskými piloty byl však nadále využíván jako cvičné letadlo, a to až do příchodu strojů Alpha Jet.

## Vývoj

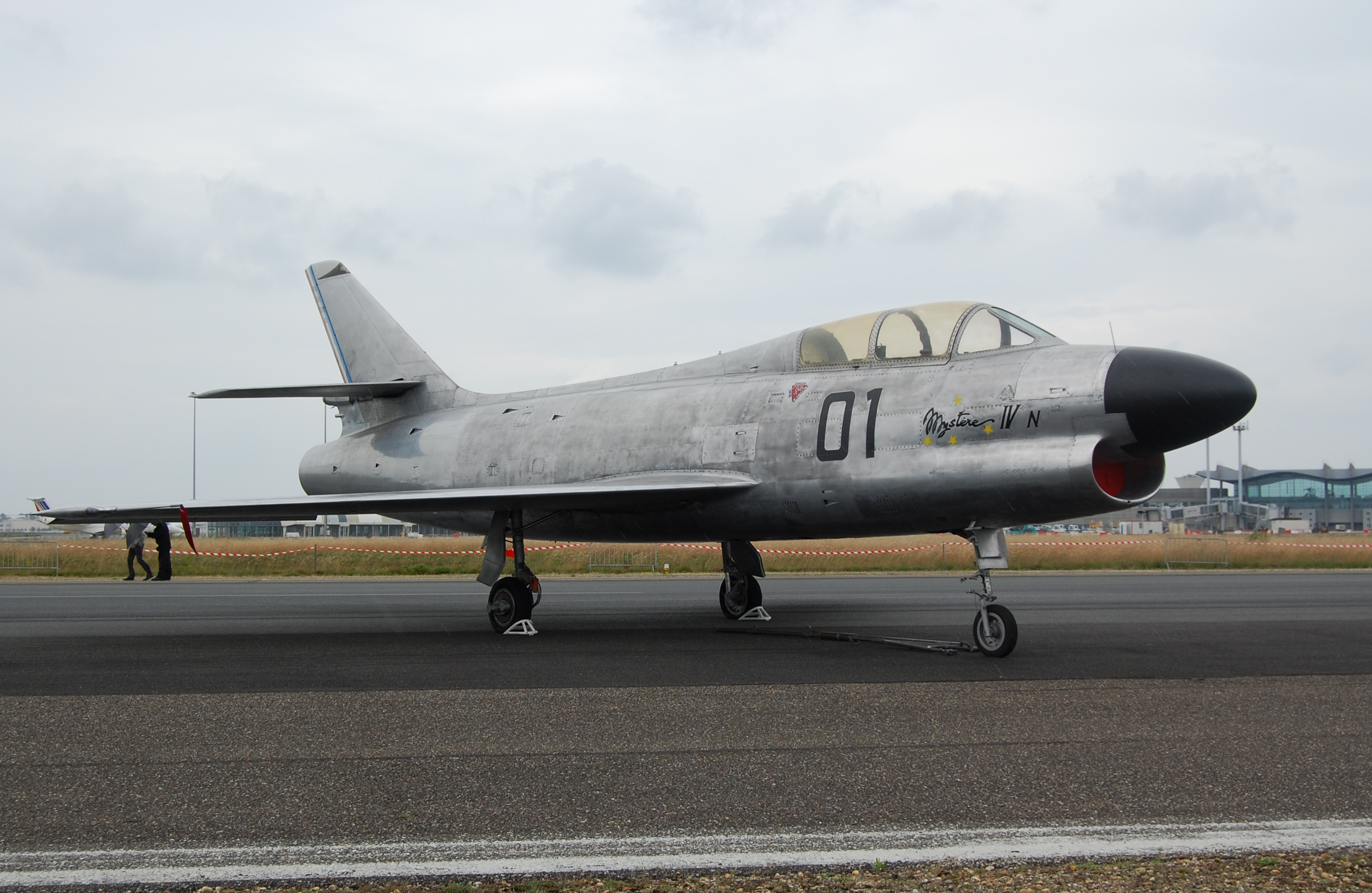
Mystère IV N.

2. srpna 1951 byla se společností Dassault uzavřena smlouva na výrobu letadla MD 452 Mystère IV, odvozeného ze stíhačky Dassault Mystère II. První prototyp, poháněný motorem Rolls-Royce Tay s odstředivým kompresorem, vzlétl 28. září 1952. M.D.452-01 pilotoval Konstantin Rozanov a let trval 25 minut. Ačkoli si byl se starším letadlem podobný, byl Mystère IV ve skutečnosti nové konstrukce s aerodynamickými vylepšení pro nadzvukový let. Se stejným motorem jaký byl použit v Mystère II dosáhl nový stroj při horizontálním letu maximální rychlosti 0,92 Mach. 17. ledna 1953 se dokonce při střemhlavém letu podařilo pokořit zvukovou bariéru.
Už 25. dubna téhož roku bylo objednáno 225 letounů, které byly všechny dodány do června 1956. Prvních 50 ks Mystère IVA bylo poháněno britskými proudovými motory Rolls-Royce Tay, zatímco zbytek používal ve Francii vyráběný motor Hispano-Suiza Verdon 350, který byl variantou motoru Tay. Francouzské letectvo získalo první Mystère IVA 25. května 1955 a během přehlídky 14. července téhož roku přeletěla nad Champs-Elysées formace složená z dvanácti strojů. Vedle "áčkové" verze se od roku 1953 vyvíjela i aerodynamicky vylepšená varianta Mystère IVB, na které se testoval motor Atar 101 s axiálním kompresorem. Bylo však vyrobeno pouze 10 testovacích kusů a program byl nakonec zrušen ve prospěch stroje Super-Mystère B2.
Paralelně s verzí IVB probíhal i vývoj dvoumístné noční stíhačky Mystère IVN. Trup tohoto letadla byl prodloužen o 1,4 m, aby v kokpitu vznikl prostor pro druhého pilota. Stroj byl poháněn výkonnějším motorem Rolls-Royce Avon RA 7R, avšak nejvýznamnějšími změnou bylo osazení palubního radiolokátoru APG 33. Jediný vyrobený prototyp vzlétl 19. července 1954, ale pak byl program ukončen z důvodu nedostatku financí. Francie v té době již financovala vývoj letadla Vautour, jehož verze Vautour IIN se později stala hlavní noční stíhačkou francouzského letectva.

## Konstrukce

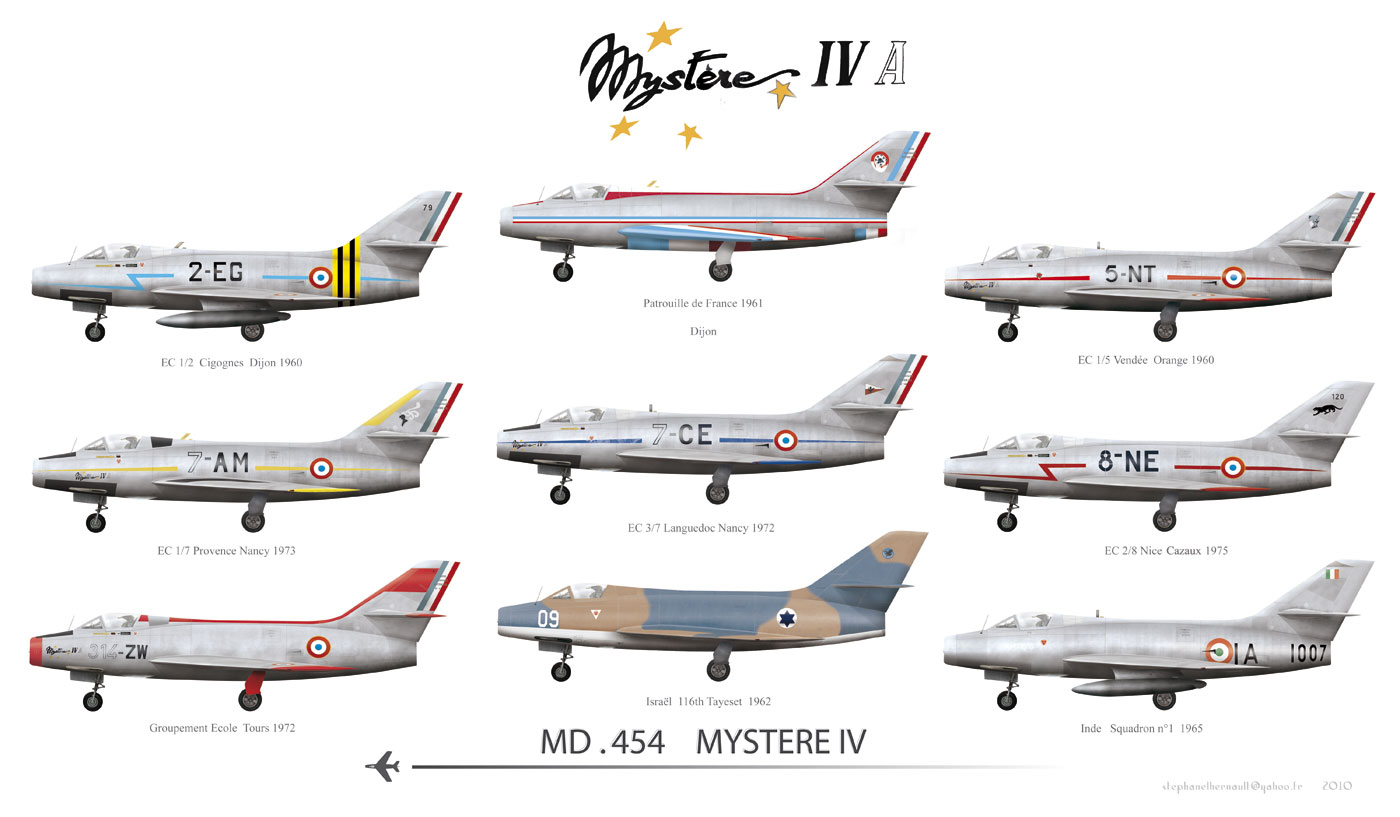
Dassault Mystère IV MD 454.

Mystère IVA měl na rozdíl od Mystère IIC robustnější trup, nové ocasní plochy a křídla s tenčím profilem. V porovnání s Mystère IIC měla křídla "čtyřky" větší šípovitost, 38° oproti 30°.
Pohon letadla zajišťoval jeden proudový motor Hispano-Suiza Verdon 350 s radiálním kompresorem, jehož maximální tah byl 34 kN. Letadlo dosahovalo rychlost až 1120 km/h a mělo dostup 15 000 m. Mystere IV měl stoupavost 40 m/s, čímž výrazně převyšovalo svého předchůdce.
Základní výzbroj tvořily dva kanóny DEFA ráže 30 mm. Pro útoky na pozemní cíle mohlo být letadlo vyzbrojené 12 neřízenými střelami vzduch-země ráže 105 mm. Alternativní municí byly 2 volně padající pumy o hmotnosti 250 kg/500 kg nebo 4 pumy o hmotnosti 70 kg.

## Operační nasazení

### Arabsko-izraelské války
30. října 1956 se šest izraelských stíhaček Mystère IV dostalo do vzdušného souboje s asi 20 egyptskými MiGy-15. Izraelcům se podařilo jeden MiG sestřelit a další egyptské stroje poškodit. Jedno z izraelských letadel se vrátilo na základnu s poškozeným křídlem. Následující den narazily dva Mystère IV na čtyři egyptské stíhačky Vampire. Po krátkém leteckém souboji se izraelským pilotům podařilo všechny čtyři stroje sestřelit.
V šestidenní válce sehrály Mystère IV významnou roli na všech frontách, od náletů na egyptské základny až po operace na syrském bojišti. V průběhu bojů sestřelili Mystère IV dva syrské MiGy-17 a jeden jordánský Hunter. Izrael přiznal, že 8 letadel Mystère IV bylo zničeno nepřátelskou střelbou protivzdušné obrany.

### Indicko-pákistánská válka (1965)
V roce 1965 se indické letadlo Mystère IV dostalo do vzdušného souboje s pákistánským strojem F-104 Starfighter, který ho značně poškodil. Předtím než se však Mystère IV zřítil k zemi, stihl indický pilot stíhačku Starfighter sestřelit.

## Uživatelé

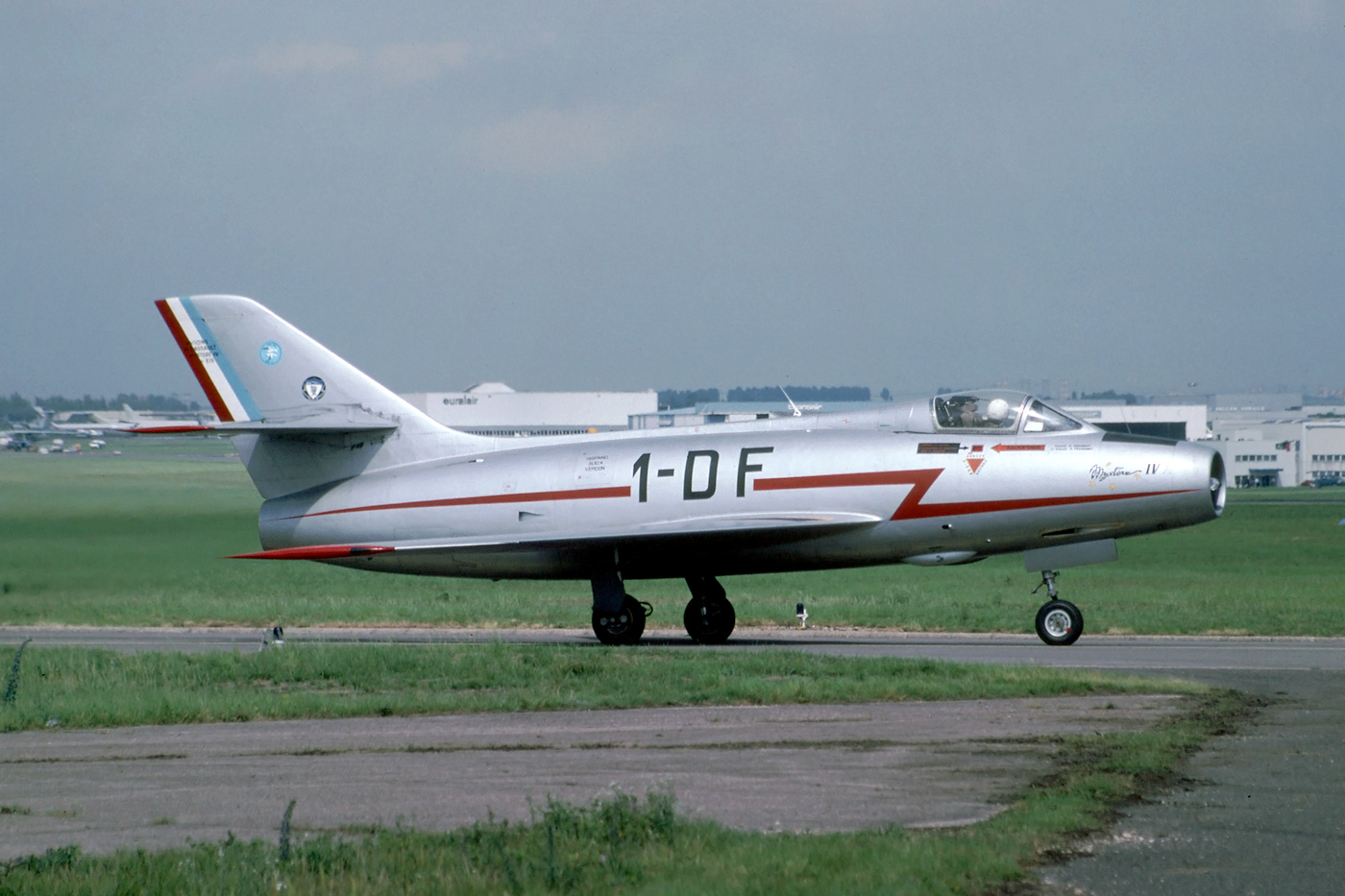
Mystère IVA

Francie
Francouzské letectvo: provozovalo 242 letadel.
 Indie
Indické letectvo: zakoupilo 110 strojů.
 Izrael
Izraelské letectvo: zakoupilo 59 letadel.

## Specifikace (Mystère IVA)

### Technické údaje
- Osádka: 1
- Délka: 12,89 m
- Rozpětí: 11,12 m
- Výška: 4,6 m
- Nosná plocha : 32,06 m²
- Hmotnost (prázdný): 8 860 kg
- Vzletová hmotnost: 8 510 kg
- Maximální vzletová hmotnost: 9 500 kg
- Pohonná jednotka: 1 × proudový motor Hispano-Suiza Verdon 350 o tahu 34,32 kN

### Výkony
- Maximální rychlost: 1 110 km/h na úrovni mořo
- Dolet: 915 km, 2 280 km s přídavnými nádržemi
- Dostup: 15 000 m
- Stoupavost: 40 m/s

### Výzbroj
- Kanony: 2× 30mm kanony DEFA se 150 náboji na zbraň
- Ostatní: 1 000 kg nákladu na čtyřech externích závěsech; 12 raket ráže 105 mm, 2× puma 250/500 kg, 4× puma 70 kg nebo 2 přídavné nádrže